# Kangavar (Verwaltungsbezirk)
Kangavar (persisch شهرستان جوانرود) ist ein Schahrestan in der Provinz Kermānschāh im Iran. Er enthält die Stadt Kangavar, welche die Hauptstadt des Verwaltungsbezirks ist.

## Kreise
- Zentral (بخش مرکزی)

## Demografie
Bei der Volkszählung 2016 betrug die Einwohnerzahl des Schahrestan 76.216. Die Alphabetisierung lag bei 84 Prozent der Bevölkerung. Knapp 72 Prozent der Bevölkerung lebten in urbanen Regionen.
| Zensusjahr | Einwohnerzahl |
| ---------- | ------------- |
| 2011       | 81.051        |
| 2016       | 76.216        |